# Az utolsó belövés
Az utolsó belövés (Gridlock'd) egy 1997-es amerikai, fekete komédia, dráma, amelyet az elsőfilmes Vondie Curtis-Hall írt és rendezett, és főbb szerepekben Tupac Shakur, Tim Roth és Thandiwe Newton látható. Az 1997-es amerikai bemutatót Tupac Shakur már nem élhette meg, mert 1996. szeptember 13-án meggyilkolták.

## Szereposztás
| Színész            | Szereplő       | Magyar hang       |
| ------------------ | -------------- | ----------------- |
| Tim Roth           | Stretch        | Haás Vander Péter |
| Tupac Shakur       | Spoon          | Gesztesi Károly   |
| Thandiwe Newton    | Cookie         | Györgyi Anna      |
| Charles Fleischer  | Mr. Woodson    |                   |
| Howard Hesseman    | vak férfi      | Barbinek Péter    |
| Tom Towles         | D-Reper embere | Pálfai Péter      |
| Lucy Liu           | Cee Cee        |                   |
| Elizabeth Peña     | Kórházi pultos | Biró Anikó        |
| Bokeem Woodbine    | Mud            | Hankó Attila      |
| Vondie Curtis-Hall | D-Reper        | Orosz István      |
| Dennis Burkley     | Mate           | Dengyel Iván      |

## Filmzene
1. "Wanted Dead or Alive" – 2Pac feat. Snoop Doggy Dogg – 4:39
2. "Sho Shot" – The Lady of Rage – 4:26
3. "It's Over Now" – Danny Boy – 4:05
4. "Don't Try to Play Me Homey" – Dat Nigga Daz – 4:38
5. "Never Had a Friend Like Me" – 2Pac – 4:26
6. "Why" – Nate Dogg – 5:13
7. "Out the Moon" (Boom, Boom, Boom) – Snoop Doggy Dogg feat. Soopafly, Techniec, Bad Azz & Tray Dee/2Pac – 5:09
8. "I Can't Get Enough" – Danny Boy – 5:10
9. "Tonight It's On" – B.G.O.T.I. – 3:14
10. "Off the Hook" – Snoop Doggy Dogg feat. Charlie Wilson & Val Young/James DeBarge – 5:37
11. "Lady Heroin" – J-Flexx feat. The Lady of Rage – 4:12
12. "Will I Rize" – Storm/Val Young – 5:16
13. "Body and Soul" – O.F.T.B. feat. Jewell – 4:54
14. "Life Is a Traffic Jam" – Eight Mile Road feat. 2Pac – 4:24
15. "Deliberation" – Anonymous – Cody Chesnutt – 4:12

## Bevétel
Az utolsó belövés a 9. helyen debütált a bemutató hétvégéjén. Összességében 5 571 205 dollárt szedett össze a mozikban,

## Kritikai visszhang
A Rotten Tomatoes 33 kritikából 29 pozitív 4 negatív kicsengésű volt, ez alapján a kritikusok 88%-nak tetszett a film.

## Fordítás
- Ez a szócikk részben vagy egészben  a   Gridlock'd című angol Wikipédia-szócikk fordításán alapul.  Az eredeti cikk szerkesztőit annak laptörténete sorolja fel. Ez a jelzés csupán a megfogalmazás eredetét és a szerzői jogokat jelzi, nem szolgál a cikkben szereplő információk forrásmegjelöléseként.